# Ambulacro (arquitectura)

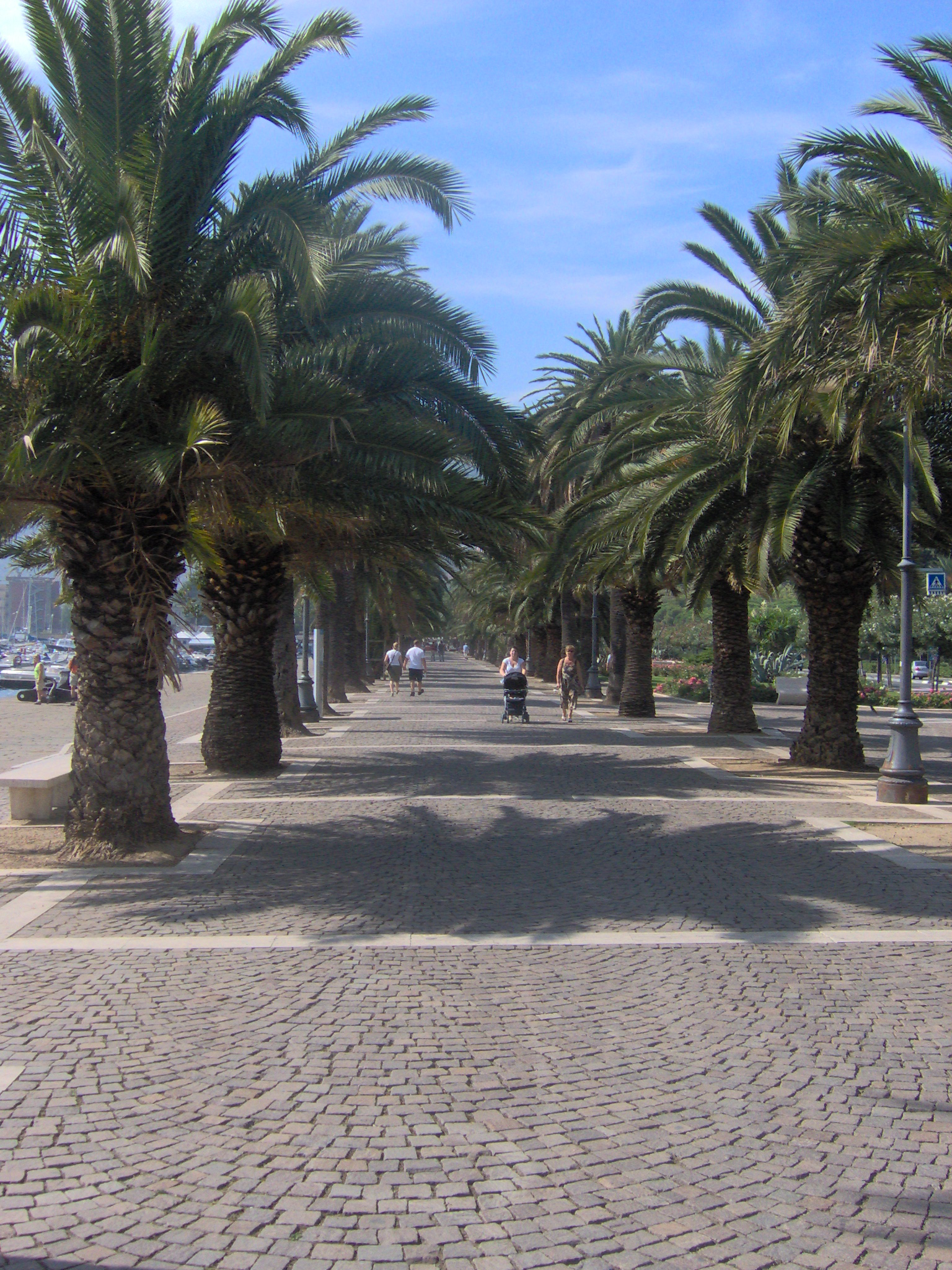
Ejemplo de ambulacro.

Ambulacro (en latín: ambulācrum) es una palabra arquitectónica que denota un atrio, patio o parvis frente a una basílica o iglesia que está rodeada de arcadas, columnatas o árboles, y que a menudo contiene una fuente. También puede denotar un sendero para caminar que delinean los árboles o como el pasillo estrecho que rodea la parte trasera del altar mayor de algunas iglesias o catedrales.

## Otras fuentes
- James Stevens Curl, Diccionario de arquitectura y arquitectura del paisaje (Oxford University Press, 2006).